# Villingili (Malé)
Villingili ist eine kleine Insel im Süden des Nord-Malé-Atoll. Sie liegt etwa 1,5 km westlich der maledivischen Hauptinsel Malé. Die Einwohnerzahl beträgt 7.988 (Stand: Zensus 2014).
Die fast kreisrunde, dicht besiedelte Insel bildet mit dem hier gelegenen Villimalé den fünften Stadtbezirk der maledivischen Hauptstadt Malé und zählt somit nicht zum Verwaltungsatoll Kaafu.
Lage im Südwesten des Stadtgebiets von Malé und direkt westlich der Insel Malé: